# Onciale 075
- Papyrus
- Onciale
- Minuscules
- Lectionnaire

Le Codex 075, portant le numéro de référence 075 (Gregory-Aland), est un manuscrit de vélin du Nouveau Testament en écriture grecque onciale.

## Description
Le codex se compose de 333 folios. Il est écrit en une colonne, dont 31 lignes par colonne. Les dimensions du manuscrit sont 27 x 19 cm. Les paléographes datent ce manuscrit du Xe siècle,.
Les est un manuscrit contenant du incomplete texte du Épîtres de Paul avec du commentaires. Il contient de lacunes (Rom; 1 Cor 1,1-15,28; Hbr 11,38-13,25).
Le texte du codex représenté type mixte. Kurt Aland le classe en Catégorie III.
Il est actuellement conservé à la Bibliothèque nationale de Grèce (Gr. 100, fol. 46-378), à Athènes.